# Zereg
Zereg (mongol cyrillique : Зэрэг сум, translittération : Zereg sum) est un sum de l'aïmag de Khovd dans l’ouest de la Mongolie.
C’est le lieu de naissance de l'ex-président de la Mongolie, Tsakhiagiyn Elbegdorj.

## Faune
On y trouve de nombreuses espèces, parmi lesquelles des :
- mammifères : yanghirs, renards roux et yacks ;
- oiseaux : huppes fasciées et tichodromes échelettes[2].